# Dolichoderus schulzi
Dolichoderus schulzi är en myrart som beskrevs av Carlo Emery 1894. Dolichoderus schulzi ingår i släktet Dolichoderus och familjen myror. Inga underarter finns listade i Catalogue of Life.